# Germigney (Haute-Saône)
Germigney é uma comuna francesa na região administrativa de Borgonha-Franco-Condado, no departamento de Alto Sona. Estende-se por uma área de 15,1 km². Em 2010 a comuna tinha 161 habitantes (densidade: 10,7 hab./km²).